# Grand Prix automobile de Pau 2009
La Course WTCC de France 2009 s'est déroulée lors du Grand Prix automobile de Pau 2009 qui est la 69e édition du Grand Prix de Pau. Le Grand Prix est organisé les 15, 16 et 17 mai 2009.

## Contexte avant le Grand Prix
Ce Grand Prix de Pau a lieu au milieu d'une polémique, la FIA a décidé, quelques jours avant le Grand Prix, de brider les voitures à moteurs diesel engagées en WTCC, ce qui handicape fortement les SEAT León TDI qui étaient dominatrices en début de saison.

## Format
Le Grand Prix dure 3 jours, mais les séances du WTCC n'ont lieu que les 2 derniers jours.

## Programme
Vendredi 15 mai
- Essais libres des courses supports.

Samedi 16 mai
- 9 h : essais libres 1
- 11 h 15 : essais libres 2
- 15 h : Qualifications 1
- 15 h 30 : Qualifications 2

Dimanche 13 mai
- 9 h : Warm-up
- 13 h : Course 1
- 15 h 15 : Course 2

## Engagés
| Équipe                      | Voiture            | no | Pilotes            | Cat. |
| --------------------------- | ------------------ | -- | ------------------ | ---- |
| SEAT Sport                  | SEAT León 2.0 TDI  | 1  | Yvan Muller        |      |
| SEAT Sport                  | SEAT León 2.0 TDI  | 2  | Gabriele Tarquini  |      |
| SEAT Sport                  | SEAT León 2.0 TDI  | 3  | Rickard Rydell     |      |
| SEAT Sport                  | SEAT León 2.0 TDI  | 4  | Jordi Gené         |      |
| SEAT Sport                  | SEAT León 2.0 TDI  | 5  | Tiago Monteiro     |      |
| BMW Team UK                 | BMW 320si          | 6  | Andy Priaulx       |      |
| BMW Team Germany            | BMW 320si          | 7  | Jörg Müller        |      |
| BMW Team Germany            | BMW 320si          | 8  | Augusto Farfus     |      |
| BMW Team Italy-Spain        | BMW 320si          | 9  | Alessandro Zanardi |      |
| BMW Team Italy-Spain        | BMW 320si          | 10 | Sergio Hernández   |      |
| / Chevrolet RML             | Chevrolet Cruze LT | 11 | Robert Huff        |      |
| / Chevrolet RML             | Chevrolet Cruze LT | 12 | Alain Menu         |      |
| / Chevrolet RML             | Chevrolet Cruze LT | 14 | Nicola Larini      |      |
| LADA Sport                  | Lada 110 2.0       | 18 | Jaap Van Lagen     |      |
| LADA Sport                  | Lada 110 2.0       | 19 | Kirill Ladygin     |      |
| LADA Sport                  | Lada 110 2.0       | 20 | Viktor Shapovalov  |      |
| SUNRED Engineering          | Seat León 2.0 TFSI | 21 | Tom Coronel        | I    |
| SUNRED Engineering          | Seat León 2.0 TFSI | 22 | Tom Boardman       | I    |
| SUNRED Engineering          | Seat León 2.0 TFSI | 29 | Eric Cayrolle      | I    |
| Scuderia Proteam Motorsport | BMW 320si          | 23 | Félix Porteiro     | I    |
| Liqui Moly Team Engstler    | BMW 320si          | 25 | Franz Engstler     | I    |
| Liqui Moly Team Engstler    | BMW 320si          | 26 | Kristian Poulsen   | I    |
| Wiechers-Sport              | BMW 320si          | 27 | Stefano D'Aste     | I    |
| Wiechers-Sport              | BMW 320si          | 33 | Laurent Cazenave   | I    |
| Čolak Racing Team Ingra     | Seat León 2.0 TFSI | 28 | Marin Čolak        | I    |
| Exagon Engineering          | Seat León 2.0 TFSI | 30 | Mehdi Bennani      | I    |

| Icône | Catégorie                |
| ----- | ------------------------ |
| I     | Trophée des indépendants |

## Essais libres
| Pos. | Pilote            | Voiture           | Chrono         |
| ---- | ----------------- | ----------------- | -------------- |
| 1    | Jörg Müller       | BMW 320si         | 1 min 23 s 522 |
| 2    | Augusto Farfus    | BMW 320si         | 1 min 23 s 725 |
| 3    | Yvan Muller       | Seat León 2.0 TDI | 1 min 23 s 746 |
| 4    | Andy Priaulx      | BMW 320si         | 1 min 24 s 060 |
| 5    | Gabriele Tarquini | Seat León 2.0 TDI | 1 min 24 s 274 |
| 6    | Alain Menu        | Chevrolet Cruze   | 1 min 24 s 326 |

| Pos. | Pilote           | Voiture            | Chrono         |
| ---- | ---------------- | ------------------ | -------------- |
| 1    | Andy Priaulx     | BMW 320si          | 1 min 23 s 396 |
| 2    | Jörg Müller      | BMW 320si          | 1 min 23 s 568 |
| 3    | Augusto Farfus   | BMW 320si          | 1 min 23 s 609 |
| 4    | Tom Coronel      | Seat León 2.0 TFSI | 1 min 23 s 871 |
| 5    | Alain Menu       | Chevrolet Cruze    | 1 min 23 s 894 |
| 6    | Sergio Hernandez | BMW 320si          | 1 min 24 s 098 |

## Course 1

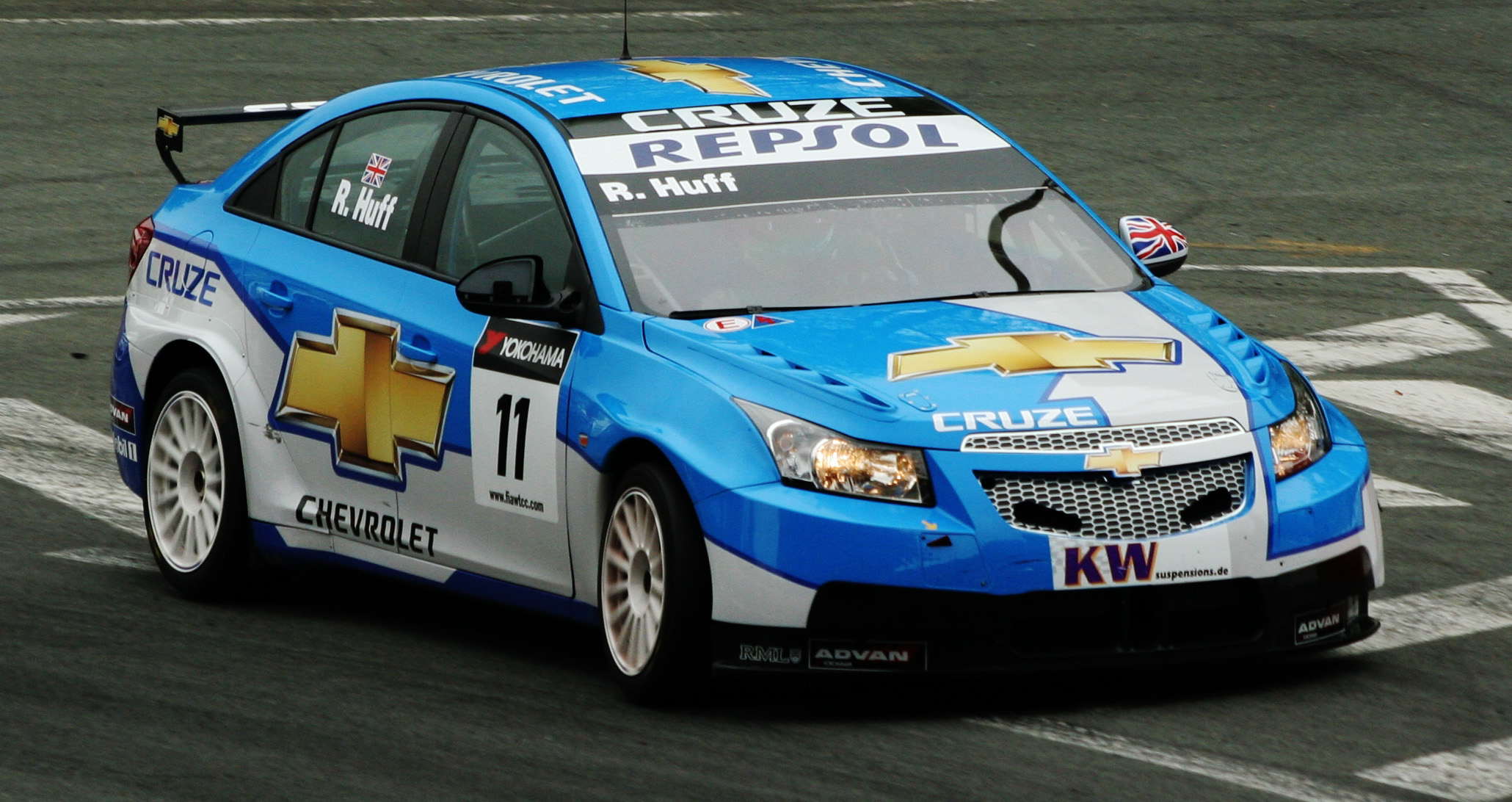
Huff en action au virage de la gare.

La première course est remportée par Robert Huff, après une lutte contre quatre des cinq BMW officielles.
| Pos. | no | Cat. | Pilote            | Équipe                      | Voiture         | Tour | Temps/abandon   | Grille | Pts |
| ---- | -- | ---- | ----------------- | --------------------------- | --------------- | ---- | --------------- | ------ | --- |
| 1    | 11 |      | Robert Huff       | Chevrolet                   | Chevrolet Cruze | 19   | 27 min 10 s 540 | 4      | 10  |
| 2    | 8  |      | Augusto Farfus    | BMW Team Germany            | BMW 320si       | 19   | + 0 s 261       | 1      | 8   |
| 3    | 7  |      | Jörg Müller       | BMW Team Germany            | BMW 320si       | 19   | + 0 s 892       | 2      | 6   |
| 4    | 6  |      | Andy Priaulx      | BMW Team UK                 | BMW 320si       | 19   | + 1 s 105       | 5      | 5   |
| 5    | 10 |      | Sergio Hernández  | BMW Team Italy-Spain        | BMW 320si       | 19   | + 1 s 943       | 10     | 4   |
| 6    | 25 | IT   | Franz Engstler    | Liqui Moly Team Engstler    | BMW 320si       | 19   | + 9 s 544       | 3      | 3   |
| 7    | 12 |      | Alain Menu        | Chevrolet                   | Chevrolet Cruze | 19   | + 9 s 550       | 8      | 2   |
| 8    | 21 | IT   | Tom Coronel       | SUNRED Engineering          | Seat León       | 19   | + 11 s 050      | 6      | 1   |
| 9    | 22 | IT   | Tom Boardman      | SUNRED Engineering          | Seat León       | 19   | + 23 s 983      | 22     |     |
| 10   | 29 | IT   | Eric Cayrolle     | SUNRED Engineering          | Seat León       | 19   | + 31 s 504      | 17     |     |
| 11   | 1  |      | Yvan Muller       | SEAT Sport                  | Seat León TDI   | 19   | +32.037         | 19     |     |
| 12   | 2  |      | Gabriele Tarquini | SEAT Sport                  | Seat León TDI   | 19   | + 32 s 485      | 17     |     |
| 13   | 3  |      | Rickard Rydell    | SEAT Sport                  | Seat León TDI   | 19   | + 33 s 322      | 14     |     |
| 14   | 5  |      | Tiago Monteiro    | SEAT Sport                  | Seat León TDI   | 19   | + 34 s 067      | 18     |     |
| 15   | 26 | IT   | Kristian Poulsen  | Liqui Moly Team Engstler    | BMW 320si       | 19   | + 34 s 823      | 23     |     |
| 16   | 4  |      | Jordi Gené        | SEAT Sport                  | Seat León TDI   | 19   | + 36 s 815      | 25     |     |
| 17   | 20 |      | Viktor Shapovalov | LADA Sport                  | Lada 110        | 19   | + 54 s 020      | 26     |     |
| 18   | 30 | IT   | Mehdi Bennani     | Exagon Engineering          | Seat León       | 19   | + 54 s 870      | 13     |     |
| 19   | 28 | IT   | Marin Čolak       | Čolak Racing Team Ingra     | Seat León       | 18   | + 1 tour        | 12     |     |
| Abd. | 18 |      | Jaap Van Lagen    | LADA Sport                  | Lada 110        | 13   | Volant          | 20     |     |
| Abd. | 27 | IT   | Stefano D'Aste    | Wiechers-Sport              | BMW 320si       | 12   | Accident        | 24     |     |
| Nc.  | 9  |      | Alex Zanardi      | BMW Team Italy-Spain        | BMW 320si       | 12   | + 7 tours       | 11     |     |
| Abd. | 33 | IT   | Laurent Cazenave  | Wiechers-Sport              | BMW 320si       | 4    | Accrochage      | 16     |     |
| Abd. | 14 |      | Nicola Larini     | Chevrolet                   | Chevrolet Cruze | 2    | Accident        | 9      |     |
| Abd. | 19 |      | Kirill Ladygin    | LADA Sport                  | Lada 110        | 0    | Accident        | 25     |     |
| Dsq. | 23 | IT   | Félix Porteiro    | Scuderia Proteam Motorsport | BMW 320si       | 19   | Disqualifié     | 9      |     |

## Course 2
La deuxième course est pimentée d'accidents en tout genre, dans la première épingle (le virage de la gare) Andy Priaulx coince Jörg Müller contre les rails de sécurité et endommage l'arrière de sa carrosserie. Cet incidents obligent la direction de course à faire intervenir la voiture de sécurité que son pilote local, peu aguerri, propulse sous le nez du leader lancé à pleine vitesse dans la courbe des tribunes, provoquant un accrochage et l'abandon de l'allemand Franz Engstler. Dans le dernier tour, le palois Eric Cayrolle percute son poursuivant Nicolas Larini, le drapeau rouge est immédiatement agité, la course est interrompue, ce qui n'empêchera pas E.Cayrolle d'être classé huitième et premier des indépendants. Alain Menu s'impose dans cette manche.
| Pos. | no | Cat. | Pilote            | Équipe                      | Voiture         | Tour | Temps/abandon   | Grille | Pts |
| ---- | -- | ---- | ----------------- | --------------------------- | --------------- | ---- | --------------- | ------ | --- |
| 1    | 12 |      | Alain Menu        | Chevrolet                   | Chevrolet Cruze | 18   | 52 min 22 s 260 | 1      | 10  |
| 2    | 8  |      | Augusto Farfus    | BMW Team Germany            | BMW 320si       | 18   | + 0 s 351       | 7      | 8   |
| 3    | 11 |      | Robert Huff       | Chevrolet                   | Chevrolet Cruze | 18   | + 3 s 066       | 8      | 6   |
| 4    | 6  |      | Andy Priaulx      | BMW Team UK                 | BMW 320si       | 18   | + 3 s 325       | 5      | 5   |
| 5    | 9  |      | Alex Zanardi      | BMW Team Italy-Spain        | BMW 320si       | 18   | + 16 s 153      | 20     | 4   |
| 6    | 2  |      | Gabriele Tarquini | SEAT Sport                  | Seat León TDI   | 18   | + 17 s 728      | 12     | 3   |
| 7    | 1  |      | Yvan Muller       | SEAT Sport                  | Seat León TDI   | 18   | + 19 s 686      | 11     | 2   |
| 8    | 29 | IT   | Eric Cayrolle     | SUNRED Engineering          | Seat León       | 18   | + 22 s 425      | 10     | 1   |
| 9    | 14 |      | Nicola Larini     | Chevrolet                   | Chevrolet Cruze | 18   | + 22 s 581      | 21     |     |
| 10   | 26 | IT   | Kristian Poulsen  | Liqui Moly Team Ensgtler    | BMW 320si       | 18   | + 23 s 297      | 15     |     |
| 11   | 5  |      | Tiago Monteiro    | SEAT Sport                  | Seat León TDI   | 18   | + 28 s 247      | 14     |     |
| 12   | 4  |      | Jordi Gené        | SEAT Sport                  | Seat León TDI   | 18   | + 29 s 778      | 16     |     |
| 13   | 18 |      | Jaap Van Lagen    | LADA Sport                  | Lada 110        | 18   | + 34 s 095      | 24     |     |
| 14   | 33 | IT   | Laurent Cazenave  | Wiechers-Sport              | BMW 320si       | 18   | + 38 s 990      | 23     |     |
| 15   | 20 |      | Viktor Shapovalov | LADA Sport                  | Lada 110        | 18   | + 44 s 402      | 19     |     |
| 16   | 28 | IT   | Marin Čolak       | Čolak Racing Team Ingra     | Seat León       | 18   | + 52 s 439      | 19     |     |
| 17   | 23 | IT   | Félix Porteiro    | Scuderia Proteam Motorsport | BMW 320si       | 17   | + 1 tour        | 3      |     |
| 18   | 7  |      | Jörg Müller       | BMW Team Germany            | BMW 320si       | 17   | + 1 tour        | 6      |     |
| 19   | 21 | IT   | Tom Coronel       | SUNRED Engineering          | Seat León       | 15   | + 3 tours       | 26     |     |
| Ret. | 30 | IT   | Mehdi Bennani     | Exagon Engineering          | Seat León       | 11   | Accident        | 18     |     |
| Ret. | 3  |      | Rickard Rydell    | SEAT Sport                  | Seat León TDI   | 10   | Accident        | 13     |     |
| Ret. | 19 |      | Kirill Ladygin    | LADA Sport                  | Lada 110        | 9    | Mécanique       | 25     |     |
| Ret. | 25 | IT   | Franz Engstler    | Liqui Moly Team Engstler    | BMW 320si       | 1    | Collision       | 2      |     |
| Ret. | 22 | IT   | Tom Boardman      | SUNRED Engineering          | Seat León       | 1    | Accident        | 9      |     |
| Ret. | 10 |      | Sergio Hernández  | BMW Team Italy-Spain        | BMW 320si       | 0    | Accident        | 4      |     |

## Courses supports
| Championnat                  | Manche   | Vainqueur             |
| ---------------------------- | -------- | --------------------- |
| International Formula Master | Course 1 | Fabio Leimer          |
| International Formula Master | Course 2 | Alessandro Kouzkin    |
| Formule Renault 2.0 WEC      | Course 1 | Albert Costa          |
| Formule Renault 2.0 WEC      | Course 2 | Albert Costa          |
| Formul'Academy Euro Series   | Course 1 | Andrea Cecchellero    |
| Formul'Academy Euro Series   | Course 2 | Vincent Beltoise      |
| Renault Clio Cup France      | Course 1 | Jean-Philippe Bournot |
| Renault Clio Cup France      | Course 2 | Nicolas Milan         |
| Legends Cars Cup             | Course 1 | Mike Parisy           |
| Legends Cars Cup             | Course 2 | Mike Parisy           |
| Legends Cars Cup             | Course 3 | Pol Bertrand          |

- + Démonstration des Racecar
- + Démonstration des Formules 2